# Fanol Perdedaj
Fanol Perdedaj (født 16. juli 1991 i Đakovica, SFR Jugoslavien) er en tysk/kosovoalbansk fodboldspiller, der spiller for 1. FC Saarbrücken i Tyskland.

## Klubber
Perdedaj fik sin fodboldopdragelse i Berlin-klubben TSV Lichtenberg, inden han skiftede til 1. FC Wilmersdorf. I juli 2002 begyndte han i ungdomsafdelingen hos den lokale storklub Hertha BSC.

### Hertha BSC Berlin
På grund af skader hos Fabian Lustenberger og Pál Dárdai, debuterede Perdedaj for Hertha BSCs førstehold den 14. august 2010, i en 1. runde kamp i DFB-Pokal imod SC Pfullendorf, og var med til vinde 2-1.
Seks dage efter debuten spillede Fanol Perdedaj sin første kamp i 2. Bundesliga, da han var med til at vinde 3-2 over Rot-Weiß Oberhausen. Han nåede at spille yderlige 15 kampe for Herthas førstehold i landets næstbedste række, og var med til at sikre holdet oprykning til Bundesligaen. I sæsonen efter blev han registreret for i alt otte optrædener i landets bedste række, hvor det ikke lykkedes for Hertha at blive i Bundesligaen i mere end ét år.

### Lyngby BK
Den 3. september 2012 blev han udlejet til den danske 1. divisionsklub Lyngby Boldklub, på en aftale gældende til sommeren 2013.

## Landshold
Fanol Perdedaj debuterede for Tysklands U/21-fodboldlandshold den 11. oktober 2010 i en kamp mod Ukraine, da han blev indskiftet med Christoph Moritz. Før dette havde han i årene 2009-10 spillet fem kampe for U/19-holdet.
På seniorplan har Perdedaj valgt at repræsentere Kosovs landshold.